# Campionati europei di cricket T10 maschile 2022
I Campionati europei di cricket T10 maschile 2022 si sono svolti dal 10 al 14 ottobre a Cártama, in Spagna: al torneo hanno partecipato cinque squadre. 

## Regolamento

### Formula
La formula ha previsto:
- Fase a gironi, disputata con girone all'italiana: la prima classificata accede alla finale, la seconda classificata all'elimination 2 e la terza e la quarta classificata all'elimination 1

## Qualificazioni
Le nazionali qualificate al torneo sono state:
| Metodo di qualificazione | Posti | Squadre     |
| ------------------------ | ----- | ----------- |
| Campione uscente         | 1     | Inghilterra |
| Gruppo A                 | 1     | Spagna      |
| Gruppo B                 | 1     | Paesi Bassi |
| Gruppo C                 | 1     | Scozia      |
| Gruppo D                 | 1     | Italia      |
| Totale                   | 5     |             |

## Torneo

### Fase a gironi

#### Risultati
| 10 ottobre 2022 Cartama Oval, Cártama | Inghilterra | 104/9 - 105/1  | Spagna      | Spagna vince di 9 wickets      |
| 10 ottobre 2022 Cartama Oval, Cártama | Paesi Bassi | 156/6 - 130/7  | Scozia      | Paesi Bassi vince di 36 runs   |
| 10 ottobre 2022 Cartama Oval, Cártama | Spagna      | 124/5 - 118/5  | Italia      | Spagna vince di 5 wickets      |
| 10 ottobre 2022 Cartama Oval, Cártama | Inghilterra | 86/7 - 118/6   | Scozia      | Scozia vince di 32 runs        |
| 10 ottobre 2022 Cartama Oval, Cártama | Italia      | 116/9 - 117/2  | Paesi Bassi | Paesi Bassi vince di 8 wickets |
| 11 ottobre 2022 Cartama Oval, Cártama | Scozia      | 105/7 - 106/2  | Paesi Bassi | Paesi Bassi vince di 8 wickets |
| 11 ottobre 2022 Cartama Oval, Cártama | Italia      | 125/7 - 121/9  | Inghilterra | Italia vince di 3 wickets      |
| 11 ottobre 2022 Cartama Oval, Cártama | Spagna      | 124/4 - 116/8  | Scozia      | Spagna vince di 6 wickets      |
| 11 ottobre 2022 Cartama Oval, Cártama | Inghilterra | 107/9 - 137/6  | Paesi Bassi | Paesi Bassi vince di 30 runs   |
| 11 ottobre 2022 Cartama Oval, Cártama | Italia      | 81/7 - 85/4    | Spagna      | Spagna vince di 6 wickets      |
| 12 ottobre 2022 Cartama Oval, Cártama | Inghilterra | 124/9 - 85/5   | Italia      | Inghilterra vince di 39 runs   |
| 12 ottobre 2022 Cartama Oval, Cártama | Scozia      | 111/9 - 115/4  | Spagna      | Spagna vince di 6 wickets      |
| 12 ottobre 2022 Cartama Oval, Cártama | Paesi Bassi | 131/10 - 175/3 | Inghilterra | Inghilterra vince di 44 runs   |
| 12 ottobre 2022 Cartama Oval, Cártama | Italia      | 120/3 - 145/3  | Scozia      | Scozia vince di 25 runs        |
| 12 ottobre 2022 Cartama Oval, Cártama | Spagna      | 127/2 - 123/10 | Paesi Bassi | Spagna vince di 8 wickets      |
| 13 ottobre 2022 Cartama Oval, Cártama | Paesi Bassi | 121/6 - 100/9  | Italia      | Paesi Bassi vince di 21 runs   |
| 13 ottobre 2022 Cartama Oval, Cártama | Scozia      | 69/10 - 93/8   | Inghilterra | Inghilterra vince di 24 runs   |
| 13 ottobre 2022 Cartama Oval, Cártama | Paesi Bassi | 128/5 - 127/8  | Spagna      | Paesi Bassi vince di 5 wicket  |
| 13 ottobre 2022 Cartama Oval, Cártama | Scozia      | 101/6 - 104/6  | Italia      | Italia vince di 4 wickets      |
| 13 ottobre 2022 Cartama Oval, Cártama | Spagna      | 121/9 - 129/8  | Inghilterra | Inghilterra vince di 8 runs    |

#### Classifica
| Pos. | Squadra     | Pt | G | V | P | NRR    |
| ---- | ----------- | -- | - | - | - | ------ |
| 1.   | Paesi Bassi | 12 | 8 | 6 | 2 | +1.386 |
| 2.   | Spagna      | 12 | 8 | 6 | 2 | +1.326 |
| 3.   | Inghilterra | 8  | 8 | 4 | 4 | +0.290 |
| 4.   | Scozia      | 4  | 8 | 2 | 4 | +0.893 |
| 5.   | Italia      | 4  | 8 | 2 | 4 | -1.976 |

      Qualificata all'eliminator 1
      Qualificata all'eliminator 2

### Fase a eliminazione diretta

#### Qualificator 1
| 14 ottobre 2022 Cartama Oval, Cártama | Paesi Bassi | 126/9 - 99/8 | Spagna | Paesi Bassi vince di 30 runs |

#### Torneo principale
|  | Play-off | Play-off    | Play-off |             |       | Semifinali  | Semifinali  | Semifinali |  |  | Finale | Finale | Finale |  |
|  |          |             |          |             |       |             |             |            |  |  |        |        |        |  |
|  |          |             |          |             |       | 3           | Inghilterra | 123/7      |  |  |        |        |        |  |
|  |          |             |          |             |       | 3           | Inghilterra | 123/7      |  |  |        |        |        |  |
|  |          |             | 2        | Spagna      | 108/4 |             |             |            |  |  |        |        |        |  |
|  | 3        | Inghilterra | 2        | Spagna      | 108/4 | 155/4       |             |            |  |  |        |        |        |  |
|  | 3        | Inghilterra |          |             |       |             |             |            |  |  |        |        |        |  |
|  | 4        | Scozia      | 147/8    |             |       |             |             |            |  |  |        |        |        |  |
|  | 4        | Scozia      | 147/8    |             | 3     | Inghilterra | 99/8        |            |  |  |        |        |        |  |
|  |          |             |          |             |       |             |             |            |  |  |        |        |        |  |
|  |          |             | 1        | Paesi Bassi | 101/6 |             |             |            |  |  |        |        |        |  |

##### Risultati fase eliminazione diretta
| 14 ottobre 2022 Cartama Oval, Cártama | Inghilterra | 155/4 - 147/8 | Scozia      | Inghilterra vince di 8 runs    |
| 14 ottobre 2022 Cartama Oval, Cártama | Spagna      | 108/4 - 123/7 | Inghilterra | Inghilterra vince di 15 runs   |
| 14 ottobre 2022 Cartama Oval, Cártama | Inghilterra | 99/8 - 101/6  | Paesi Bassi | Paesi Bassi vince di 4 wickets |